# Hallencourt

Hallencourt este o comună în departamentul Somme, Franța. În 1 ianuarie 2022 avea o populație de 1.318 de locuitori.

## Personalități născute aici
- Édouard Louis (n. 30 octombrie), scriitor.